# Остров (Волынская область)
Остров (укр. Острів) — село в Киверцовской городской общине Луцкого района Волынской области Украине.
До 2020 года входило в Киверцовский район.
Код КОАТУУ — 0721887204.Население по переписи 2001 года составляет 228 человек. Почтовый индекс — 45214. Телефонный код — 3365. Занимает площадь 0,96 км².